# Mesodiplogaster biformis
Mesodiplogaster biformis är en rundmaskart. Mesodiplogaster biformis ingår i släktet Mesodiplogaster, och familjen Diplogasteridae. Arten är reproducerande i Sverige.